# БАЗ-8027
БАЗ-8027 — двухосное полноприводное внедорожное габаритное шасси для установки автокрана, выпускаемое Брянским автозаводом с 2006 года.

## История создания
Брянский автомобильный завод вёл разработку новых колёсных крановых шасси в рамках реализации программы ассоциации НАМС с 2005 г. По итогам работы в 2006 г. был выпущен опытный экземпляр шасси БАЗ-8027, предназначенного под установку нового 32-тонного крана ивановского ОАО «Автокран». Первый экспериментальный образец крана, получившего название КС-59712, был представлен в мае 2006 г. на московской выставке «Строительная техника и технологии-2006».

## Конструкция
БАЗ-8027 имеет полный привод с колёсной формулой 4 × 4. Шасси оснащено блокировкой межколёсных дифференциалов и дифференциала в раздаточной коробке, независимой гидропневматической подвеской, обеспечивающей плавность хода и понижающей нагрузку на дорожное покрытие. БАЗ-8027 имеет дорожные габариты, короткую базу и, соответственно, хорошую маневренность — радиус разворота составляет всего 9,3 м. Кроме того, конструкция шасси допускает установку управляемой задней оси.
В целях снижения массы на БАЗ-8027 применены алюминиевые настилы, корпуса редукторов трансмиссии выполнены из алюминиево-магниевого сплава.
Конструкция шасси позволяет монтировать на нём не только автокраны, но и другое оборудование массой до 12 тонн: самосвалы, экскаваторы, подъёмники, буровые агрегаты, пожарное и коммунальное оборудование и т. п.
В перспективе ожидается появление новой кабины, которая будет иметь «гражданский» дизайн.